# Manon Lescaut (Auber)
Manon Lescaut ist eine Opéra-comique in drei Akten von Daniel-François-Esprit Auber (Musik) mit einem Libretto von Eugène Scribe nach dem Roman Histoire du Chevalier Des Grieux et de Manon Lescaut (1731) von Antoine-François Prévost. Die Uraufführung fand am 23. Februar 1856 in der Salle Favart der Opéra-Comique in Paris statt.

## Handlung
Scribes Libretto basiert nur lose auf der Romanvorlage Prévosts. Manon und ihr Geliebter Desgrieux leben in Armut in Paris. Manon erledigt Schneideraufgaben für ihre Freundin Marguerite. Der Marquis d’Hérigny hat sich in sie verliebt und ihren Vetter Lescaut überredet, sie mit ihm zusammenzubringen. Im ersten Akt hat Desgrieux Geld aufgetrieben und lädt alle zum Festessen in das Gasthaus der Madame Bancelin ein. Dort verspielt Lescaut Desgrieux’ Geld. Um bezahlen zu können, verschreibt sich Desgrieux der Armee – völlig unnötig, da Manon unterdessen durch eine Gesangsdarbietung den nötigen Betrag erhalten hat.
Desgrieux wird festgenommen, nachdem er im Feldlager einen Vorgesetzten geschlagen hat. Ihm droht die Todesstrafe. Im zweiten Akt bemüht sich Manon beim Marquis, dem Regimentschef, um seine Freilassung, muss aber als Gegenleistung eine Beziehung mit ihm eingehen. Desgrieux flieht aus dem Gefängnis und taucht in der Wohnung des Marquis bei Manon auf. Er verwundet den Marquis in einem Zweikampf. Desgrieux und Manon werden festgenommen.
Desgrieux wird begnadigt, da seine Armeeverschreibung noch nicht rechtskräftig war. Manon hingegen wird als Prostituierte in die Kolonie von Louisiana verbannt, wo sie im dritten Akt mit der frisch verheirateten Marguerite und deren Gatten Gervais zusammentrifft. Desgrieux, der Manon gefolgt ist, kann sie befreien und flieht mit ihr in die Wüste. Dort stirbt Manon an Entkräftung in seinen Armen.

### Erster Akt
Manons Mansardenzimmer
Eine Tür auf der linken Seite, rechts im Vordergrund ein Tisch und zwei Stühle.
Szene 1. Der Soldat Lescaut betritt zusammen mit seinem Vorgesetzten, dem Marquis d’Hérigny, die Wohnung Manons, treffen sie aber nicht an. Der Marquis ist von Manons Schönheit fasziniert, seit er ihr auf der Straße begegnet ist (Arie des Marquis: „Vermeille et fraiche“). Er hat Lescaut zwanzig Pistolen versprochen, damit dieser ihre Wohnung ausfindig macht, und Lescaut hat anhand eines Schuldscheins die Adresse herausgefunden, ohne zu wissen, dass es sich um seine Cousine handelt.
Szene 2. Manons Freundin und Nachbarin, die Schneiderin Marguerite, trifft mit einem Kleid auf dem Arm (einer Schneideraufgabe für Manon) ein. Von ihr erfährt der Marquis mehr über die Lebensumstände Manons: Sie ist eine arme Waise, die ursprünglich im Kloster aufgenommen werden sollte, sich aber am Tag ihres Eintritts in einen jungen Mann (Der Chevalier Desgrieux) verliebte und mit diesem zusammen nach Paris floh. Seitdem leben beide in den Tag hinein. Der Vater Desgrieux’ verweigere sein Einverständnis zur Hochzeit, und er selbst besitze als einziges Vermögen eine brillantenbesetzte Uhr, die er von seiner Mutter erhalten hatte und die Manon ihn nicht verkaufen lassen wolle. Als Marguerite den Nachnamen und die Herkunft Manons nennt, erkennt Lescaut, dass es sich um seine Cousine handelt. Er erklärt dem Marquis, dass er ihn nicht mehr bei seinem Liebesabenteuer unterstützen wolle. Doch der Marquis erhöht sein Angebot auf 100 Pistolen, und Lescaut kann nicht widerstehen. Die beiden ziehen sich zurück.
Szene 3. Marguerite ist erschüttert über die Vorgehensweise der beiden Männer.
Szene 4. Manon trifft singend mit einem Fliederstrauß in der Hand ein (Couplets Manon: „Éveillée avec l’aurore“). Sie ist im Treppenhaus noch mit ihrem Cousin und dem Marquis zusammengetroffen und nimmt die Angelegenheit leicht. Ihr Vetter war seinerzeit nicht mit ihrer Einweisung ins Kloster einverstanden gewesen, und der Marquis hatte sie bereits einmal in seiner vornehmen Kutsche mitgenommen. Sie erklärt ihrer Freundin, dass sie ihr Leben nicht als Arbeiterin verbringen wolle, sondern sich nach Luxus sehne. Auch eine Ehe mit Desgrieux bedeute ihr nicht viel. Marguerite entgegnet, dass sie ihren Geliebten, den Hafenarbeiter Gervais, auf jeden Fall heiraten wolle, sobald sie genug gespart haben. Sie zeigt Manon einen Liebesbrief Gervais’, den beide gemeinsam lesen (Duett Manon/Marguerite: „Ma bonne Marguerite, ô toi, mon seul amour!“). Marguerite verlässt das Zimmer.
Szene 5. Manon nimmt sich das von Marguerite mitgebrachte Kleid vor, hält es sich vor den Körper und tut so, als wäre sie selbst die vornehme Besitzerin (Arie Manon: „Vous, que cette parure exquise“ – Cavatine: „Les dames de Versailles“).
Szene 6. Desgrieux kommt mit guten Nachrichten herein: Er hat von einem Freund 600 Livres erhalten. Die beiden beschließen, zur Feier in Madame Bancelins Restaurant auf dem Boulevard du Temple zu speisen, und Manon schlägt vor, auch Marguerite und ihre jungen Arbeiterinnen einzuladen. Manon und Desgrieux umarmen sich glücklich.
Szene 7. In diesem Moment erscheint Lescaut in der Tür und wird von dem Paar ebenfalls zum Essen eingeladen (Terzett Lescaut/Desgrieux/Manon: „Mânes de mes aïeux“).
Gasthaus von Madame Bancelin auf dem Boulevard du Temple
Der Garten der Bancelin befindet sich auf der Seite des Boulevards; im Hintergrund ihr Haus und im Vordergrund der große Salon mit offenen Fenstern. Links auf dem Boulevard trinken ein Sergeant und Soldaten vor der Eingangstür einer Kneipe. Rechts speisen Bürger mit ihren Frauen im Garten der Bancelin. Madame Bancelin kommt und bedient die verschiedenen Tische.
Manon, Marguerite, ihre Begleiter und Desgrieux feiern ausgelassen im Salon, ebenso die Soldaten auf der linken und die Bürger auf der rechten Seite. Der Polizeikommissar Durozeau erscheint und setzt sich auf der rechten Seite vor einen kleinen Tisch. Madame Bancelin bringt ihm eine Flasche Bier. Als Lescaut hereinkommt, bietet Durozeau ihm ein Glas Wein an. Lescaut lehnt ab und begibt sich zur Mitte des Gartens, um vertraulich mit Manon zu sprechen. Er teilt ihr mit, dass die Familie entehrt sei, wenn er nicht binnen einer halben Stunde zwölf Pistolen herbeibringe (er hat Spielschulden). Manon gibt ihm beiläufig Desgrieux’ Geldbörse und wendet sich dem Tanz zu. Alle feiern fröhlich (Chor: „C’est à la guinguette“). Nur Durozeau ist auf seinem Platz geblieben. Er verlangt von Madame Bancelin Auskunft über den Veranstalter des Festessens. Als sie ihn auf Lescaut, Desgrieux und Manon verweist, murmelt er den Namen „Desgrieux!“, steht auf und verabschiedet sich.
Szene 8. In diesem Moment erscheint der Marquis mit zwei Freunden und bittet Madame Bancelin um einen separaten Salon. Nachdem sie ihnen einen Raum zugewiesen hat, wendet sie sich wieder Durozeau zu und erfährt von diesem, dass er eine Kriminalangelegenheit mit Desgrieux zu klären habe.
Szene 9. Als Desgrieux weitere Getränke bestellen will, verlangt Madame Bancelin zu dessen Erstaunen, dass er zuvor seine bisher angelaufene Rechnung begleichen müsse.
Szene 10. Desgrieux bittet Manon, ihm seine Börse zu geben – doch die hat Lescaut mitgenommen, der erst in einer halben Stunde wiederkommen wollte. Da Desgrieux nicht zahlen kann, droht Kommissar Durozeau ihm mit Gefängnis (Finale: „En prison! en prison!“).
Szene 11. Lescaut kehrt übelgelaunt zurück. Er hat noch die Worte des Kommissars vernommen und gerät in Rage. Doch bezahlen kann auch er nicht, denn er hat Desgrieux’ Geld verspielt. In seiner Not spricht Desgrieux den Sergeanten an und tritt mit diesem und Lescaut in die Kneipe auf der linken Seite. Manon dagegen erblickt eine Sängerin, die gerade mit ihrer Gitarre hereinkommt. Sie bittet diese um ihr Instrument und trägt eine „Bourbonnaise“ vor, um das nötige Geld einzuspielen (Couplet Manon: „C’est l’histoire amoureuse“). Die anwesenden Bürger geben reichlich. Der Marquis, der inzwischen auf sie aufmerksam wurde und sie erkannt hat, wirft ihre eine Börse voller Goldstücke zu. Sie kann die Rechnung nun begleichen.
Szene 12. Desgrieux und Lescaut kehren zurück. Desgrieux hat sich, um das nötige Geld zu erhalten, als Soldat anwerben lassen. Er gehört nun wie Lescaut zum Regiment des Marquis.
Szene 13. Als Desgrieux mit Manon das Lokal verlassen will, tritt der Sergeant dazwischen und fordert ihn auf, ihm zum Feldlager zu folgen. Manon und Desgrieux müssen sich trennen (Ensemble: „O douleur mortelle!“). Der Sergeant und die Soldaten führen Desgrieux fort, Manon wirft sich weinend Marguerite in die Arme, Durozeau und Madame Bancelin verabschieden sich, und der Marquis entfernt sich mit Lescaut.

### Zweiter Akt
Eleganter Salon im Haus des Marquis
Eine Tür im Hintergrund; zwei Seitentüren. Hinten rechts ein Fenster; im Vordergrund auf derselben Seite eine kleine Geheimtür und auf der anderen Seite ein Sofa.
Szene 1. Der Marquis sitzt an einem mit Kartonagen und Stoffen bedeckten Tisch auf der rechten Seite. Ein Kammerdiener räumt auf, ein anderer wartet in der Nähe des Tischs. Der Marquis lamentiert über die Undankbarkeit Lescauts und Manons (Boléro des Marquis in zwei Couplets: „Manon est frivole et légère“ – „Manon, Manon! mon adorée“).
Szene 2. Marguerite trifft mit einem Paket ein (sie schneidert für die Mutter des Marquis). Von ihr erfährt der Marquis, dass Manon den Chevalier im Gefängnis besuchen wolle. Der Gedanke daran bringe sie gleichzeitig zum Lachen und zum Weinen. Marguerite empfiehlt dem Marquis, den Gedanken an Manon aufzugeben. Es gebe genügend junge und schöne Herzoginnen, die seinen neuen Palast sehen wollten. Sie bittet ihn außerdem, sich großzügig zu erweisen und Desgrieux freizugeben. Nach einigem Nachdenken verspricht ihr dies der Marquis. Solange Desgrieux im Gefängnis ist, könne Manon sowieso an nichts anderes denken. Marguerite verabschiedet sich.
Szene 3. Der Marquis glaubt, die richtige Entscheidung getroffen zu haben. Doch er ist immer noch von Manon besessen und erschreckt geradezu, als sie persönlich auftaucht.
Szene 4. Nachdem sie sich umgeschaut und von der Möblierung des Salons beeindruckt gezeigt hat, bittet Manon den Marquis, Desgrieux freizulassen, und erklärt sich im Gegenzug bereit, seinen Wünschen entgegenzukommen (Duett Manon/Marquis: „A vous les dons qui savent plaire“). Der Marquis geht nur zu gern darauf ein. Er küsst sie und kniet vor ihr nieder.
Szene 5. In dieser Situation betritt Marguerite das Zimmer. Sie teilt dem Marquis mit, dass seine Mutter ihn unverzüglich sehen wolle. Der Marquis verspricht Manon, gleich mit Desgrieux’ Entlassungspapieren zurückzukehren und entfernt sich.
Szene 6. Manon versichert Marguerite, dass sie mit guten Absichten gekommen sei. Marguerite teilt ihr mit, dass die Mutter des Marquis ihren Verlobten Gervais als Aufseher ihrer Farm in Louisiana eingestellt habe. Marguerite werde mitgehen und Gervais endlich heiraten können. Ihre Schneiderwerkstatt wolle sie Manon überlassen. Zudem habe die Marquise versprochen, sie (Manon) in ihren Schutz zu nehmen. Sie werde ihren Sohn dazu bringen, Desgrieux freizugeben, und Manon werde Desgrieux heiraten und ein sorgenfreies Leben als ehrliche Frau führen können.
Szene 7. In diesem Moment erscheint Lescaut mit schlechten Nachrichten: Desgrieux hatte um Ausgang gebeten, um Manon zu sehen. Als der Korporal dies ablehnte, habe er die Hand gegen ihn erhoben. Darauf stehe die Todesstrafe. Lescaut ist gekommen, um mit dem Marquis darüber zu sprechen.
Szene 8. Der Marquis, der die Nachricht bereits erhalten hatte, kommt herein und schickt Marguerite hinaus, weil er mit Manon alleine reden will. Lescaut möchte bleiben, da es sich um Familienangelegenheiten handelt.
Szene 9. Der Marquis schickt auch Lescaut fort. Im Hotel gebe es einen Abendball mit reichhaltigem Büffet und Wein…
Szene 10. Der Marquis informiert Manon darüber, dass Desgrieux geflohen sei. Es gebe nun keine Möglichkeit mehr, seine Bestrafung zu verhindern. Allerdings habe er festgestellt, dass Desgrieux’ Armeeverschreibung zwar von diesem, aber noch nicht von ihm selbst unterschrieben wurde. Daher ist Desgrieux noch nicht offiziell Soldat. Wenn Manon verspreche, seine „Königin“ zu werden und Desgrieux nie wiederzusehen, sei er bereit, es dabei zu belassen und ihn zu retten (Couplets des Marquis: „Je veux qu’ici vous soyez reine“ – „Je veux qu’une absence éternelle“).
Szene 11. Als Lescaut mit zwei Dienern zurückkehrt, teilt der Marquis diesen mit, dass sie von nun an den Befehlen Manons Folge leisten müssen. Er schickt Lescaut zurück zum Büffet und geht dann selbst, um sich anderen Verpflichtungen zu widmen. Draußen sind sie Anfänge eines Sturms zu hören.
Szene 12. Während draußen der Sturm tost, hängt Manon ihren Gedanken nach. Nun besitzt sie den lang ersehnten Reichtum, doch ohne ihren Geliebten kann sie sich kaum daran erfreuen (Arie Manon: „Plus de rêve qui m’enivre“).
Szene 13. Desgrieux, der aus dem Gewahrsam entflohen ist und durch Marguerite von Manons Aufenthaltsort erfahren hat, klettert durch das Fenster auf der rechten Seite in die Wohnung. Manon eilt freudig zu him und teilt ihm mit, dass sie bereits für seine Sicherheit gesorgt habe. Desgrieux fragt sich, welchen Preis sie wohl dafür zahlen musste. Er erleidet einen Schwächeanfall. Manon befiehlt den beiden Dienern, Essen zu bringen und schickt sie anschließend fort.
Szene 14. Desgrieux kommt wieder zu sich (Finale: „Ciel! où suis-je?“), und Manon legt ihm seine Mahlzeit vor. Desgrieux hält sie zwar für närrisch, doch beide genießen ihr Zusammensein im Luxus, während sie das Gewitter durch das Fenster betrachten (Couplet: „Lorsque gronde l’orage“ – „O charmante maîtresse“). Desgrieux fühlt sich wie ein König.
Szene 15. Der Marquis betritt unbemerkt von den beiden durch die kleine Geheimtür das Zimmer und beobachtet sie eine Weile. Als Desgrieux Anstalten macht, Manon zu umarmen, tritt er wütend dazwischen und befiehlt den Dienern, Desgrieux aus dem Fenster zu werfen. Desgrieux ergreift ein Schwert, und der Marquis zieht seinen Degen. Es kommt zum Zweikampf. In der Zwischenzeit ist Lescaut zurückgekommen. Er findet auf dem Tisch einige Diamanten und steckt sie sein. Die Diener rufen nach der Polizei. Es gelingt Desgrieux, den Marquis zu verwunden, doch in diesem Moment erscheint Kommissar Durozeau mit einigen Soldaten. Durozeau erkennt in Desgrieux den geflohenen Gefangenen und befiehlt, ihn festzunehmen. Der Marquis zerreißt unbemerkt von den anderen die Armeeverschreibung Desgrieux’. Dieser und Manon werden festgenommen (Ensemble: „Grâce pour lui… grâce!“).

### Dritter Akt
Drei Monate später in Louisiana. Eine reiche Farm am Mississippi am Weg nach New Orleans
Auf der rechten Seite die Farmgebäude und das Siedlerhaus. Auf der linken Seite ein Palisadenzaun, der zur Begrenzung und Verteidigung dient. Im Hintergrund eine Pfahlreihe, dahinter sieht man die Felder und Wälder Nordamerikas, den Flusslauf, und in der Ferne erheben sich die Hauptgebäude von New Orleans.
Szene 1. Indianer, schwarze Sklaven, Männer und Frauen begrüßen den neuen Tag (Chor: „Jour nouveau vient de renaître“). Während sich die anderen an die Arbeit machen, trägt die junge Negersklavin Zaby ein kreolisches Lied vor (Zaby: „Mam’zell’ Zizi“). Alle erwarten die Ankunft ihres guten Herrn Gervais und seiner Verlobten.
Szene 2. Gervais und Marguerite erscheinen in ihrer Hochzeitskleidung. Gervais preist sein Glück in einer Arie (Arie Gervais: „O bonheur! O jour enchateur!“). Die anderen entfernen sich singend.
Szene 3. Gervais stellt Marguerite die Gegend vor. Er ist bereits drei Monate vor ihr eingetroffen und hat bereits die Farm eingerichtet, die er im Auftrag der Marquise bewirtschaften soll. Die Hochzeit der beiden ist für 10 Uhr morgens geplant, sobald die Glocken läuten.
Szene 4. Der Gefangenenaufseher Renaud erscheint von der linken Seite. Während er zu trinken erhält, erzählt er Gervais und Marguerite, dass eine Gruppe verbannter Frauen eingetroffen sei, die er zum Fort Sainte-Rosalie bringen müsse, um sie in der Kolonie „anzusiedeln“ (sie sollen als Prostituierte arbeiten). Bis auf eine einzige von ihnen seien alle guter Laune. Jene sei besonders hübsch und wohl die Geliebte eines großen Herrn gewesen, der in einem Streit oder einer Orgie verwundet oder getötet worden sei. Außerdem seien Diamanten verschwunden. Inzwischen nähert sich die Gruppe der Gefangenen – ungeschützt der sengenden Sonne ausgesetzt und von Soldaten scharf bewacht.
Szene 5. Gestützt von zwei Schwarzen schleppt sich Manon in brauner Gefangenenkleidung heran. Als Gervais ihr einen Stuhl bringt und Marguerite ihre Stirn mit Wasser befeuchtet, erkennen sich die beiden Freundinnen wieder (Morceau d’ensemble: „Dieu tout-puissant!“).
Szene 6. In der Ferne erklingen die Glocken der Kapelle. Die Indianer und schwarzen Sklaven eilen herbei, tanzen und überreichen Gervais und Marguerite Blumensträuße (Chor: „Plaisir et joyeuse ivresse!“). Als sie aufbrechen wollen, zögert Marguerite. Sie bittet Renaud, auf ihre Rückkehr nach der Hochzeit zu warten und am Festmahl teilzunehmen. Renaud akzeptiert gern.
Szene 7. Während sich Gervais und Marguerite auf den Weg zur Kapelle machen, grübelt Renaud über sein eigenes Schicksal nach. Er bemerkt einen Fremden bei seinen Soldaten.
Szene 8. Bei dem Unbekannten handelt es sich um niemand anderen als Desgrieux, der zügig durch die Pforte auf der linken Seite hereinkommt, sich umsieht und dann Manon nähert. Die beiden fallen sich in die Arme (Terzett Desgrieux/Manon/Renaud: „C’est toi! te voilà!“). Desgrieux gibt Renaud Geld, damit er fünf Minuten bei Manon bleiben kann. Während Renaud die Minuten zählt, berichtet Desgrieux, dass sich der Marquis noch im Sterben ihm gegenüber großzügig erwiesen, das Schreiben zerrissen und ihn so vor der Folter bewahrt habe. Nach seiner Freilassung habe er auf demselben Schiff Passage gefunden, mit dem Manon deportiert worden war, doch sei es ihm dort nicht gelungen, zu ihr vorzudringen. Schon sind die fünf Minuten um, und Renaud trennt die beiden. Doch glücklicherweise findet Desgrieux noch Geld für weitere fünf Minuten in seiner Tasche. Er teilt Manon mit, dass er Beweise dafür habe, dass Lescaut die Diamanten gestohlen habe. Es bestehe also Hoffnung, dass sie rehabilitiert wird. Nachdem auch diese Zeit abgelaufen ist, müssen sich die beiden trennen. Renaud zählt zufrieden sein Geld und erklärt, dass Manon nun den Kolonisten gehöre und er selbst sie zuerst nehmen werde. Desgrieux wird zornig, zieht seine Waffe und drängt Renaud in den Keller (Stretta „Si tu t’avances“). Die gerade zurückgekehrte Marguerite verschließt die Tür hinter ihm.
Szene 9. Desgrieux versichert Marguerite, dass Manon unschuldig sei. Marguerite warnt ihn vor Renauds Rache – es gebe in diesem Land keine Gerechtigkeit. Desgrieux will mit Manon die Wüste durchqueren, um zu Freunden im Fort Saint-Laurent zu gelangen.
Szene 10. Marguerite überredet Gervais, ihren Freunden zu helfen. Da sie die Halle mit den feiernden Soldaten durchqueren müssen, legt sie Manon zur Tarnung ihr Brautkleid, ihren Schleier und ihre Krone an, und Gervais führt sie an der Halle vorbei, gefolgt von Desgrieux (Quartett Manon/Desgrieux/Marguerite/Gervais: „Du courage!“).
Szene 11. Marguerite beobachtet erleichtert, wie die drei glücklich die Halle durchqueren. Ein Kanonenschuss ertönt, und Renaud klopft lautstark an die Kellertür.
Szene 12. Marguerite öffnet die Kellertür. Der herauskommende Renaud erklärt ihr, dass der Kanonenschuss das Signal für die Ankunft des neuen Gouverneurs sei – des Marquis d’Hérigny. Marguerite ist zuversichtlich, dass er Manon begnadigen werde.
Eingang zu einem Wald in einer Wüste von Louisiana
Szene 13. Desgrieux und Manon schleppen sich orientierungslos durch die Wüste (Duett Desgrieux/Manon: „Errant depuis hier“). Manon hat keine Kraft mehr, den Wald zu erreichen, und Desgrieux wurde unterwegs von einer Raubkatze verletzt (Romanze Manon: „Je crois encore de ce tigre sauvage“). Als er zusammenbricht, überlässt Manon ihm ihren letzten Schluck Wasser (Duett Manon/Desgrieux: „Je ne souffre plus! je respire!“). Mit letzter Kraft schwören sich beide die Ehe. Dann stirbt sie glücklich in seinen Armen. Als in der Ferne Marschmusik erklingt, erhebt sich Desgrieux.
Szene 14. Marguerite, Gervais und die Farmarbeiter kommen zu spät mit der Nachricht von Manons Begnadigung durch den Marquis. Alle beten zu Gott, dass Manon nach den Stürmen des Lebens Frieden finden möge (Tutti: „Pauvre enfant! que l’orage“).

## Gestaltung

### Instrumentation
Die Orchesterbesetzung der Oper enthält die folgenden Instrumente:
- Holzbläser: zwei Flöten (2. auch Piccolo), zwei Oboen, zwei Klarinetten, zwei Fagotte
- Blechbläser: vier Hörner, zwei Pistons, drei Posaunen
- Pauken, Schlagzeug: Becken, Große Trommel, Trommel, Triangel
- Streicher: Violine 1, Violine 2, Bratschen, Violoncelli, Kontrabässe

### Musiknummern
Die Oper enthält im Klavierauszug die folgenden Musiknummern:
- Ouverture

Erster Akt
- Nr. 1. Arie (Marquis): „Vermeille et fraiche“ (Szene 1)
- Nr. 2. Couplets (Manon): „Éveillée avec l’aurore“ (Szene 4)
- Nr. 3. Duett (Manon/Marguerite): „Ma bonne Marguerite“ (Szene 4)
- Nr. 4. Terzett (Lescaut/Desgrieux/Manon): „Mânes de mes aïeux!“ (Szene 7)
- Nr. 5. Chor: „C’est à la guinguette“ (Szene 7)
- Nr. 6. Finale: „En prison! en prison!“ (Szene 10)
- Bourbonnaise (Manon): „C’est l’histoire amoureuse“ (Szene 11)

Zweiter Akt
- Entr’acte
- Nr. 7. Couplets (Marquis): „Manon est frivole et légère“ (Szene 1)
- Nr. 8. Duett (Manon/Marquis): „A vous les dons que savent plaire“ (Szene 4)
- Nr. 9. Couplets (Marquis): „Je veux qu’ici vous soyez reine“ (Szene 10)
- Nr. 10. Arie (Manon): „Plus de rêve qui m’enivre“ (Szene 12)
- Nr. 11. Finale: „Ciel! où suis je?“ (Szene 14)

Dritter Akt
- Nr. 12. Entr’acte
- Introduction: „Jour nouveau vient de renaître“ (Szene 1)
- Nr. 13. Chor: „O ciel! Marguerite!“ – „Plaisir et joyeuse ivresse!“ (Szene 6)
- Nr. 14. Terzett (Desgrieux/Manon/Renaud): „C’est toi! te voilà!“ (Szene 8)
- Nr. 15. Quartett (Manon/Desgrieux/Marguerite/Gervais): „Du courage!“ (Szene 10)
- Nr. 15bis.
- Nr. 16. Duett (Desgrieux/Manon) und Finale: „Errant depuis hier“ (Szene 13)

### Libretto
Eugène Scribes Text ist eine freie Adaption des Romans Histoire du Chevalier Des Grieux et de Manon Lescaut (1731) von Antoine-François Prévost. Die späteren Opern von Jules Massenet (Manon, 1884) und Giacomo Puccini (Manon Lescaut, 1893) halten sich enger an die Vorlage. Scribe ergänzte einige Rollen und fasste andere Rollen zusammen. Wie im Roman bleibt Manon ihrem Geliebten Desgrieux trotz ihrer Neigung zum Luxus bis zuletzt treu. Scribe verlagerte die Handlung vom 18. Jahrhundert in seine eigene Zeit. Die Sittenschilderungen der ersten beiden Akte erinnern mehr an Eugène Sue oder Honoré de Balzac als an Prévost. Der dritte Akt nimmt Bezug auf die Kolonialisierungsbestrebungen Napoleons III. Die Schlussszene dagegen orientiert sich eng an der entsprechenden Szene des Romans.
Eine frühere Fassung des Texts war bereits 1830 als Ballettpantomime in drei Akten mit Musik von Fromental Halévy vertont und von Jean-Pierre Aumer choreographiert worden.

### Musik
Während die ersten beiden Akte der Oper dem Genre der Opéra-comique folgen, entspricht der dritte Akt eher dem Drame lyrique. Ludwig Finscher bezeichnete die Sterbeszene Manons in seinem Beitrag zu Pipers Enzyklopädie des Musiktheaters als für Auber in ihrem Ernst völlig untypisch, „von einer Würde und Zartheit, die in Massenets und Puccinis Partituren kaum ein Gegenstück haben“.
Die Ouvertüre enthält bereits musikalische Motive der Oper, darunter ein Hornthema am Anfang als Hinweis auf Manons Herkunft, den Chor „C’est la guinguette“ (erster Akt, Szene 7) und ein weiteres Motiv der Gasthaus-Szene, sowie das „Todesmotiv“ Manons aus dem Schlussquartett des dritten Akts.
Das Duett Manon/Marguerite „Ma bonne Marguerite, ô toi, mon seul amour!“ (erster Akt, Szene 4) ist komplex strukturiert. Nach der eigentlichen Briefszene folgen u. a. ein Couplet Marguerites und zwei virtuose Arien.
Der Anfang des dritten Akts enthält in der Einleitung und dem kreolischen Lied Zabys („Mam’zell’ Zizi“) exotische Elemente.
Im letzten Bild ändert sich die Musiksprache. Nach einer kurzen melodramatischen Szene folgt die in ihrer Begleitung einem Rezitativ ähnelnde Romanze Manons „Je crois encore de ce tigre sauvage“ (dritter Akt, Szene 13) mit dem bereits in der Ouvertüre gehörten chromatischen „Todesmotiv“ in c-Moll. Das anschließende Duett „Je ne souffre plus!“ steht in kontrastierendem E-Dur. Es enthält ein auf einer einzigen Note deklamiertes und von choralartigen Harmonien begleitetes Gebet („Mon Dieu! jette sur nous un regard favorable!“), das bereits an den späten Verdi erinnert.

## Werkgeschichte

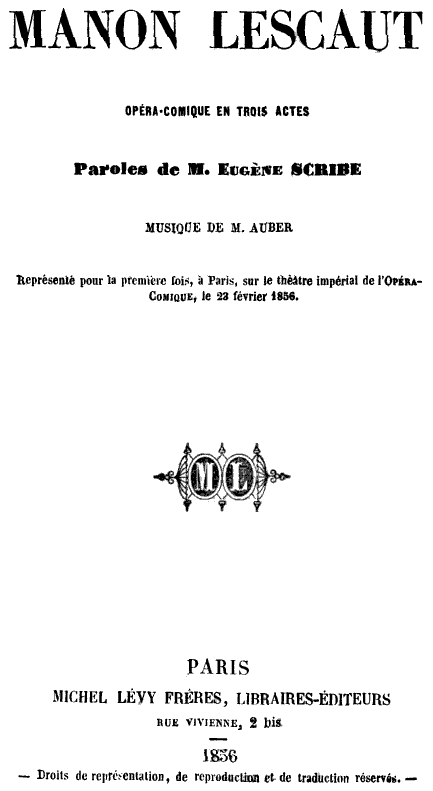
Titelblatt des Librettos, Paris 1856

Aubers Manon Lescaut von 1856 ist nach der Ballettpantomime Halévys (1830) und einem Ballett von Matthias Strebinger (1852) bereits die dritte musikalische Bearbeitung von Prévosts Roman. Es handelt sich um ein Spätwerk des Komponisten, das er im Alter von 74 Jahren schrieb. Im Finale des zweiten Akts gestattete sich Auber Rückgriffe auf seine früheren Werke wie La muette de Portici.
Bei der Uraufführung am 23. Februar 1856 in der Salle Favart der Opéra-Comique in Paris sangen Marie Cabel (Manon Lescaut), Jules-Henri Puget (Desgrieux), Jean-Baptiste Faure (Marquis d’Hérigny), Karl Becker (Lescaut), Léocadie Lemercier (Marguerite), Pierre-Marius-Victor Jourdan (Gervais), Félix (Madame Bancelin), Lemaire (Durozeau), Charles-François Duvernoy (Sergeant), Elias Nathan (Renaud), Zoé Bélia (Zaby).
Obwohl die Uraufführung gut aufgenommen und die Oper 63 Mal gespielt wurde, konnte sie sich nicht im Repertoire halten. Weitere Aufführungen gab es in Lüttich, Berlin und Stockholm. Lediglich die Bourbonnaise am Ende des ersten Akts hielt sich als „virtuoses Koloraturcouplet“. Unter Musikkritikern gilt zudem die Sterbeszene Manons als eines von Aubers besten Stücken.
1974 spielte Jean-Pierre Marty die Oper auf Schallplatte ein (Manon: Mady Mesplé). 1984 gab es eine Produktion im Teatro Filarmonico di Verona (Inszenierung: Dominique Delouche, Dirigent: Jean-Pierre Marty; Manon: Mariella Devia). 1990 wurde das Werk erneut an der Opéra-Comique gespielt (Dirigent: Patrick Fournillier, Manon: Elizabeth Vidal), und 2016 in Lüttich (Regie: Stéphane Verité, Dirigent: Cyril Englebert, Manon: Sumi Jo).

## Aufnahmen
- Oktober 1974 (Studio-Aufnahme; gekürzt?): Jean-Pierre Marty (Dirigent), Orchestre Lyrique de l’ORTF Paris, Chœurs du Radio France. Mady Mesplé (Manon Lescaut), Jean-Claude Orliac (Desgrieux), Peter Christoph Runge (Marquis d’Hérigny), Yves Bisson (Lescaut), Emmy Greger (Marguerite), Gérard Friedman (Gervais), Nicole Chandeau (Madame Bancelin), Bernard Fabre-Garrus (Durozeau), Jean Bussard (Valet), Alain Duverry (Renaud), Ghislaine Victorius (Zaby). EMI.[8]:333
- 22./29. September 1990 (auch Video; live aus der Opéra-Comique in Paris): Patrick Fournillier (Dirigent), Pierre Jourdan (Inszenierung), Orchestre Regional de la Picardie La Sinfonietta, Chœur du Théâtre Français de la Musique. Elizabeth Vidal (Manon Lescaut), Alain Gabriel (Desgrieux), René Massis (Marquis d’Hérigny), André Cognet (Lescaut), Brigitte Lafon (Marguerite), Alexandre Laiter (Gervais), Marie-Thérèse Orain (Madame Bancelin), Dominique Longuet (Durozeau), Gilles Dubernet (Sergeant und Renaud), Catherine Estourelle (Zaby). Chant du Monde CD: N/A, Théâtre Compiegne (1 VC).[8]:334
- 16. April 2016 (Video; live aus der Opéra Royal de Wallonie-Liège): Cyril Englebert (Dirigent), Stéphane Verité (Regie), Paul-Emile Fourny (Szene), Giovanna Fiorentini (Kostüme), Orchestre et Choeurs de l’Opéra Royal de Wallonie-Liège. Sumi Jo (Manon Lescaut), Enrico Casari (Desgrieux), Wiard Witholt (Marquis d’Hérigny), Roger Joakim (Lescaut), Sabine Conzen (Marguerite), Denzil Delaere (Gervais), Laura Balidemaj (Madame Bancelin), Marc Tissons (Durozeau), Benoît Delvaux (Sergeant), Patrick Delcour (Renaud), Chantal Glaude (Zaby).[9][7]